# Клайн, Морис
Мо́рис Клайн (англ. Morris Kline, 1908—1992) — американский математик, известный своими работами по истории и философии математики, проблемам математического образования и научно-популярной тематике. Профессор Нью-Йоркского университета (с 1952 года).

## Биография
Родился в Нью-Йорке. Окончив школу, поступил в Нью-Йоркский университет.
В 1930 году получил в Нью-Йорке степень бакалавра по физике, в 1936 году защитил докторскую диссертацию по математике и стал преподавателем Нью-Йоркского университета. В 1939 году женился; жена Хелен родила ему двух дочерей.
В 1942—1945 годах Клайн служил в армии (радиолокационные войска). После войны возглавил исследования по проблемам электромагнетизма в Институте Куранта (англ. Courant Institute of Mathematical Sciences) при Нью-йоркском университете. Одновременно вернулся к преподавательской работе; с 1952 по 1975 год — профессор математики университета. В этот период он написал серию глубоких и содержательных книг, вызвавших большой интерес научной общественности. Тематика этих книг охватывала историю и философию математики, а также проблемы математического образования. Профессор И. М. Яглом пишет в предисловии к книге Клайна «Математика. Утрата определённости»: «Книгу Клайна с полным основанием можно считать уникальной: столь широкий круг вопросов ранее в научно-популярной литературе не рассматривался».
В своих работах Клайн постоянно подчёркивал необходимость укреплять связь прикладной и теоретической математики, предостерегал от самоизоляции «теоретиков». Клайн пишет:
Математический мир должен проводить различие не между чистой и прикладной математикой, а между математикой, ставящей своей целью решение разумных проблем, и математикой, потакающей лишь чьим-то личным вкусам и прихотям, математикой целенаправленной и математикой бесцельной, математикой содержательной и бессодержательной, живой и бескровной.
Другая особенность его книг — ясное и откровенное описание кризисных явлений в математике и сущности разногласий различных математических школ.
После 1975 года Клайн оставил преподавательскую работу, сохранив лишь звание почётного профессора Института Куранта. До конца жизни он входил в редколлегии нескольких журналов, включая Mathematics Magazine.

## Труды
- Introduction to Mathematics (with Irvin W. Kay), Houghton Mifflin, 1937
- The Theory of Electromagnetic Waves (ed), Inter-science Publishers, 1951
- Mathematics in Western Culture, Oxford University Press, 1953
- Mathematics and the Physical World, T. Y. Crowell Co., 1959
- Mathematics, A Cultural Approach, Addison-Wesley, 1962
- Electromagnetic Theory and Geometrical Optics, John Wiley and Sons, 1965
- Calculus, An intuitive and Physical Approach, John Wiley and Sons, 1967, 1977, Dover Publications 1998 reprint ISBN 0-486-40453-6
- Mathematics for Liberal Arts, Addison-Wesley, 1967, (republished as Mathematics for the Nonmathematician, Dover Publications, Inc., 1985) (ISBN 0-486-24823-2)
- Mathematics in the Modern World (ed), W. H. Freeman and Co., 1968
- Mathematical Thought From Ancient to Modern Times, Oxford University Press, 1972
- Why Johnny Can’t Add: The Failure of the New Mathematics, St. Martin’s Press, 1973
- Why the professor can’t teach: Mathematics and the dilemma of university education, St. Martin’s Press, 1977 (ISBN 0-312-87867-2)
- Mathematics: The Loss of Certainty, Oxford University Press, 1980 (ISBN 0-19-502754-X); OUP Galaxy Books pb. reprint (ISBN 0-19-503085-0)
- Mathematics: An Introduction to Its Spirit and Use; readings from Scientific American
- Mathematics in the Modern World; readings from Scientific American
- The Language of Shapes (в соавторстве с Abraham Wolf Crown)
- Mathematics and the Search for Knowledge, Oxford University Press, 1985

### Переводы на русский язык
- Клайн М. Математика. Утрата определённости. — М.: Мир, 1984. — 446 с.
- Клайн М. Математика. Поиск истины. — М.: Мир, 1988. — 295 с.

Обе книги переизданы в 2007 г. в издательстве «РИМИС», см. Морис Клайн на Elementy.ru Архивная копия от 8 ноября 2011 на Wayback Machine.